# Ванінське міське поселення
Ва́нінське міське поселення (рос. Ванинское городское поселение) — сільське поселення у складі Ванінського району Хабаровського краю Росії.
Адміністративний центр та єдиний населений пункт — селище міського типу Ваніно.

## Населення
Населення міського поселення становить 15314 осіб (2019; 17001 у 2010, 19180 у 2002).